# 小柔足螳属
小柔足螳属（学名：Hapalopezella）是宽膝螳科的一属。

## 下属物种
本属包括以下物种：
- Hapalopezella maculata Kirby, 1904